# Guma
Guma (iz lat. cummi i starogr. kómmi te iz egipatskog kemai, kemá, kami) je prvotvorno označavao prirodni kaučuk ili kaučuku slične biljne tekučine koje kroz sušenje polimeriziraju i stvrdnu u elastičnu tvar.
Guma označava u današnjici uglavno vulkanizirani kaučuk. Materijal koji je proizveden od prirodnog (kaučuka) ili sintetskih sirovina uz dodatak odgovarajućih dodataka i podvrgnut postupkom vulkanizacije. Guma je danas materijal koji se svestrano koristi.
Danas se kaučuk uglavnom proizvodi umjetno.

## Vanjske poveznice
- Guma Hrvatska tehnička enciklopedija, portal hrvatske tehničke baštine. LZMK